# П'яндівелло
П'яндівелло (італ. Piandivello) — село (італ. curazia) в республіці Сан-Марино. Адміністративно належить до муніципалітету Доманьяно.